# Pandore (film)
Pour les articles homonymes, voir Pandore (homonymie).
Pour plus de détails, voir Fiche technique et Distribution.
Pandore est un court métrage français réalisé par Virgil Vernier en collaboration avec Ilan Klipper, sorti en 2010.

## Synopsis
Un physionomiste au travail à l'entrée d'une boîte de nuit parisienne.

## Fiche technique
- Titre : Pandore
- Réalisation : Virgil Vernier, en collaboration avec Ilan Klipper[1]
- Scénario : Virgil Vernier, Ilan Klipper
- Photographie : Virgil Vernier et Ilan Klipper
- Son : Virgil Vernier et Ilan Klipper
- Montage : Eulalie Korenfeld
- Production : Kazak Productions
- Pays de production :  France
- Genre : documentaire
- Durée : 35 minutes
- Date de sortie :
  - France : 9 juillet 2010 (présentation au FIDMarseille, section « Compétition française »)

## Distinctions
- 2011 : Mention spéciale du jury au Festival international du court métrage de Clermont-Ferrand